# Personaggi di Braccialetti rossi
Le vicende della serie Braccialetti Rossi, in onda dal 26 gennaio 2014, sono animate da un gruppo di ragazzi che si trovano in ospedale per diversi motivi, dalle loro famiglie e dai medici che lottano con loro. Nella prima stagione il nucleo originario era composto da Leo, Vale, Cris, Davide, Toni e Rocco, e infine Olga e il padre di Davide nella seconda si sono aggiunti la piccola Flam, Chicco, Nina e Bea, infine nella terza arrivano Bobo, Mela, Margi e Bella.

## I Braccialetti Rossi

### Leone "Leo" Correani
Interpretato da Carmine Buschini (stagione 1-3), chiamato "il Leader" perché capo del gruppo e suo fondatore, è il protagonista della fiction, nella prima stagione ha 16 anni, compiendone 17 nel quarto episodio per poi diventare maggiorenne nella seconda stagione. È ricoverato a causa di un carcinoma del polmone e per un tumore alla gamba, che causò l'amputazione di quest'ultima. È un ragazzo allegro e solare nonostante la malattia che affronta con coraggio e tenacia, assumendo spesso un atteggiamento ribelle e diffidente nei confronti dei medici. Anche se inizialmente non vuole ammetterlo, è innamorato di Cris, con la quale si fidanzerà. Nella seconda stagione conosce la nuova arrivata Nina, che ha un tumore al seno, nonostante inizialmente affermi di essere affetta da un linfoma di Hodgkin. Quando sembra debba essere finalmente dimesso, dopo due anni di ospedale, i medici gli diagnosticano un nuova tumore, stavolta al cervello. In preda alla disperazione e convinto che stavolta non ce la farà, decide di lasciare Cris, ormai tornata alla sua vita di sempre, per non tenerla più legata a lui ed evitare almeno a lei questa sofferenza, dicendole, mentendo, di non amarla più e sostenendo addirittura di voler stare con Nina, sebbene il legame con quest'ultima non andrà in realtà mai oltre una sincera amicizia. Leo e Nina si radono i capelli per prevenire le conseguenze di eventuali chemio. Nella terza puntata il suo grande amico Nicola, quasi un padre per lui, ha un attacco di cuore; ridotto in fin di vita, gli rivolge le sue ultime parole lasciandogli in eredità un furgoncino e una lettera da consegnare alla donna della sua vita, che abita sull'Isola di San Nicola, e con la quale non si è più fatto vivo dopo averla vista felicemente legata a un altro uomo. Molto addolorato, riesce però a fare pace con Vale, il quale aveva rotto ogni rapporto con il gruppo dei Braccialetti dopo la dimissione dall'ospedale, venendo per questo allontanato da Leo. Quando Vale rivela a Cris il vero motivo per cui Leo l’ha lasciata, i due innamorati finalmente si ricongiungono. Il giorno del suo diciottesimo compleanno, Leo scopre che le sue possibilità di vita sono ormai minime e decide così di uscire dall'ospedale e di raggiungere l'isola di San Nicola per onorare la promessa fatta all'amico. Con sua sorpresa troverà fuori dall'ospedale gli altri Braccialetti e tutti insieme, ad eccezione di Rocco, che rimarrà vicino a Bea, partiranno alla volta dell'isola. Una volta arrivati, il gruppo s’imbuca in un hotel, dove i loro Braccialetti vengono scambiati per quelli dell'albergo e partecipano a una grande festa sulla spiaggia, dove lui e Cris faranno per la prima volta l'amore. Il mattino successivo, incontra la donna di Nicola, Bianca, che si è sposata con un altro uomo ed ha 5 bellissimi nipoti. Leggendo la lettera datale, la donna capisce come Nicola la amasse fortemente, nonostante le sue paure. Nel mezzo della stessa, Nicola descrive Leo non solo come il figlio che non ha mai avuto, ma anche come esempio da seguire, non solo per quanto riguarda la malattia, ma anche per il fatto che ha sempre combattuto per qualsiasi problema e aiutato tanta gente dimostrando di aver trovato la felicità nonostante le difficoltà, cosa che Nicola non è mai riuscito a fare. Al termine Bianca confessa a Leo che se le cose fossero andate diversamente, lei lo avrebbe aspettato per sempre e lo avrebbe amato ancora di più. Portata a termine la volontà dell’amico, Leo, insieme agli altri Braccialetti, si avvia su una scogliera dove Nicola avrebbe voluto essere sepolto e, ad uno ad uno, spargono le sue ceneri in mare. La sera stessa, Leo decide di scappare su una canoa diretta verso lidi lontani. Tuttavia, il resto del gruppo gli fa capire che non è smettendo di lottare e scappando che risolverà i suoi problemi, anche con le possibilità di vita minime. Attraverso un abbraccio collettivo, i Braccialetti gli dicono che adesso saranno loro a prendersi cura di lui e che torneranno a casa tutti insieme alla ricerca di una cura definitiva contro il suo cancro. Nella terza stagione, dopo un po' di tempo passato sull'isola con Cris, Leo ripensa a tutto quello che gli era stato detto dai medici prima di andare via dall'ospedale e decide finalmente di tornare per riprendere le cure. Una volta ripresa la chemio, Leo riesce a vivere perfino un'esperienza surreale grazie a Davide, che vedendolo soffrire, decide di concedergli un'ora in un mondo parallelo, dove lui non é mai stato malato e non ha mai messo piede in ospedale, ma, proprio per questo motivo, quando va a trovare tutti i Braccialetti, nessuno lo riconosce e stanno tutti molto male, visto che ognuno di loro aveva trovato la forza di combattere la propria malattia in buona parte grazie al gruppo di cui lei è il leader. Leo alla fine, parlando per la prima volta con Davide dopo la sua morte, decide di rinunciare a questa vita ritornando alla propria da malato, che preferisce nonostante le sofferenze perchè le persone che ama invece stanno bene. Poco tempo dopo, Cris gli comunica di essere incinta. Un giorno, quando esce dall'ospedale per andare a trovare la madre al cimitero, Leo incontra anche un signore che le lascia dei fiori sulla tomba, credendo sia l'amante, ma in seguito suo padre gli rivela che l'uomo è in realtà suo nonno, e che non si era più avvicinato alla figlia e alla famiglia poiché non accettava il matrimonio di sua figlia. Intanto, le condizioni di Leo peggiorano e la dott.ssa Lisandri gli comunica che il tumore è troppo grande e che nessun chirurgo accetterebbe di operarlo, ma Leo decide di farsi operare lo stesso. Poco prima dell’intervento, però, il ragazzo si sposa con Cris, che vuole stargli accanto fino alla fine a prescindere da quello che succederà. Fortunatamente l’operazione, sebbene sembrasse impossibile, riesce e Leo, dopo diversi altri mesi di degenza post operatoria per monitorare attentamente la sua situazione, viene finalmente dichiarato guarito e può essere dimesso. Subito dopo, il ragazzo parte insieme al gruppo dei Braccialetti per raggiungere San Nicola, dove Cris partorisce il loro bambino.

### Cristina "Cris" Valli
Interpretata da Aurora Ruffino (stagione 1-3), chiamata "la Ragazza" poiché unica femmina del gruppo, ha 18 anni ed è ricoverata per anoressia. È caratterizzata da una grande complessità interiore; spesso non si sente compresa dagli altri e tende a isolarsi, ma il suo animo buono la rende sovente disponibile ad aiutare gli amici in difficoltà. Fa amicizia con la sua compagna di stanza Olga, anche lei affetta da problemi di alimentazione ma che viene presto dimessa. Fin dall’inizio è innamorata di Leo e, sebbene sviluppi un interesse anche per Vale, alla fine sceglie di fidanzarsi con il primo, mantenendo con l'altro un sincero rapporto di amicizia. Nella seconda stagione Leo la lascia per non causarle ulteriori sofferenze con la notizia di un nuovo tumore nel cervello. Incapace di sopportare la lontananza dall'amato e del tutto indifferente alla corte del coetaneo Lorenzo, riesce a farsi ricoverare fingendo una ricaduta sui suoi disturbi di alimentazione. Ritrova così la sua vecchia stanza e la compagna Olga. Durante il secondo ricovero Leo la informa, mentendo, di una sua relazione con Nina; disperata, decide di scappare dall'ospedale fuggendo dalla finestra della sua stanza, ma cade e rischia di morire. Sul bordo della piscina che simboleggia uno stato di sospensione tra vita e morte, incontra Bea, e, credendo di aver perduto Leo definitivamente, si lascia cadere in acqua, strappata tuttavia alla morte dai medici. Dopo il risveglio scopre da Vale la verità su Leo, si riappacifica con lui e i due fanno entrare Bea nel gruppo dei braccialetti, su espressa richiesta della stessa prima che Cris si risvegliasse. Dopo che è stata dimessa parte con gli altri per l'isola di San Nicola. Arrivata con gli altri, verranno scambiati per ospiti di un albergo e parteciperanno a una festa sulla spiaggia, dove lei e Leo faranno per la prima volta l'amore. Spargerà insieme con gli altri le ceneri di Nicola su una scogliera che all’uomo era molta cara e dove voleva essere sepolto. In seguito, riesce insieme agli altri Braccialetti a far desistere il leader dal fuggire con una canoa in mare e smettere di lottare contro il cancro. Nella terza stagione, dopo essere rimasti per un po' di tempo insieme sull'isola, lei e Leo tornano a casa affinché lui ricominci finalmente le cure e, poco dopo, Cris si scoprirà incinta del ragazzo. Torna poi a casa dalla sorella e sotto il consiglio di quest'ultima si riavvicinerà ai genitori, coi quali ha sempre avuto un rapporto conflittuale e burrascoso, ma la tregua sarà solo temporanea, dal momento che poi chiuderà definitivamente i rapporti con loro. Riuscirà ad avere un confronto con la sorella e a recuperare un rapporto solo con lei. Assiste impotente alla morte della sua amica Nina, accorsa per salvarla quando lei si era sentita male a causa della gravidanza mentre faceva il bagno durante una breve vacanza. Alla fine si sposerà con Leo e darà alla luce il loro bambino.

### Valentino "Vale" Maggi
Interpretato da Brando Pacitto (stagione 1-3), chiamato "il Vice-Leader", è il compagno di stanza di Leo, con cui ha in comune il tumore alla gamba ed è prossimo all'amputazione, effettuata all'inizio della serie. Ha 17 anni. Al contrario di Leo, è un ragazzo timido e riservato, dal carattere più tranquillo e fiducioso nei confronti dei medici. Dolce e sensibile, è molto bravo nel disegno. Pur avendo una cotta molto forte per Cris, approverà la storia d'amore tra lei e il suo migliore amico Leo. Dopo essere stato dimesso alla fine della prima stagione, nella seconda mente riguardo l'aver fatto le visite di controllo e torna in ospedale dove i medici scoprono un rigonfiamento sotto il braccio, che farebbe supporre l'inizio di una nuova formazione tumorale. Viene espulso dal gruppo dei Braccialetti da un furioso Leo, accusato di essere un vigliacco e di aver paura per via dell'essersi allontanato dagli altri dopo le sue dimissioni. Durante l'intervento di rimozione del nodulo di Vale e l'ennesima risonanza di Leo, i due faranno pace e Vale rientrerà a pieno titolo nel gruppo dei Braccialetti. Verrà dimesso subito dopo aver scoperto che la nuova massa era benigna e partirà con gli altri alla volta dell'Isola di San Nicola. Sull'isola viene scambiato, insieme agli altri, per ospiti di un albergo nelle vicinanze e partecipa ad una festa in spiaggia. Attraverso Nina, capisce il piano di fuga di Leo e, dopo aver sparso le ceneri di Nicola in mare, cerca di convincerlo, insieme agli altri, a tornare in ospedale e lottare per guarire anche da questo cancro al cervello, riuscendo nell'intento. All'inizio della terza stagione si innamora di Bella, una ragazza della sua scuola, e inizia una storia con lei. Sarà presente, come tutti gli altri Braccialetti, al matrimonio di Leo e Cris e alla nascita del loro bambino.

### Davide Di Salvo
Interpretato da Mirko Trovato (stagione 1-3), chiamato "il Bello", ha 14 anni ed è ricoverato per problemi al cuore. Dapprima si presenta come un bulletto sbruffone, antipatico e scontroso, ma poi diventa un ragazzo affettuoso e generoso. Sogna di diventare un calciatore, sport di cui è appassionato, un batterista oppure il front man di una rock band. La compagna di suo padre, Lilia, lo chiama affettuosamente "funghetto" per i suoi capelli ricci, e durante il soggiorno in ospedale si scontra spesso col padre, con cui ha un rapporto conflittuale. Morirà durante un intervento al cuore nella quarta puntata della prima stagione. Nella seconda stagione, divenuto una sorta di "angelo", fa da guida agli altri Braccialetti; l'unico che può vederlo, come fosse ancora in vita, è Toni, che parlerà spesso con lui. Assisterà alla nascita della sorellastra Allegra, figlia di suo padre e di Lilia, constatando che ha i suoi stessi occhi. Dopo aver "salutato" suo padre per l'ultima volta, va sull'isola di San Nicola insieme agli altri. Dopo aver partecipato ad una festa sulla spiaggia, riesce a far ripartire il gruppo prima che il portiere dell'albergo dove si trovavano per caso ha scoperto che i Braccialetti avevano soggiornato senza pagare. Dopo che gli altri hanno sparso le ceneri di Nicola in mare, riesce, insieme a Toni e gli altri, a far desistere Leo dall'idea di fuggire in mare e smettere di combattere per riuscire invece a vincere contro la sua malattia. Alla fine, tutti i Braccialetti torneranno nuovamente in ospedale. Nella terza stagione sarà ancora presente nelle stesse vesti della seconda, ma apparirà molto di meno. Sarà lui a vedere per l'ultima volta Nina, ormai defunta a sua volta, e inoltre sarà lui ad aiutare Leo a sconfiggere definitivamente il suo cancro.

### Antonio "Toni" Cerasi
Interpretato da Pio Luigi Piscicelli (stagione 1-3), chiamato "il Furbo", ha 14 anni e lavora clandestinamente all'officina del nonno in quanto non va a scuola, nell'officina ha avuto un incidente con una moto che stava provando per divertimento. Si presuppone che abbia un qualche tipo di ritardo mentale, seppur lieve. È un ragazzino allegro, comico e comprensivo, riesce a far tornare l'armonia in un luogo così cupo come l'ospedale e sebbene il suo caso rischi di far denunciare il nonno, e, in qualche modo, riesce a sentire le persone. È l'unico capace di comunicare realmente con Rocco, anche se quest'ultimo è in coma. Tramite Rocco riesce a parlare con Davide poco prima della sua morte e dà la notizia agli altri ragazzi del gruppo. Nella seconda stagione, il nonno (Vittorio Viviani) viene ricoverato e Toni si fa assumere come inserviente per seguirlo e per stare insieme agli altri Braccialetti. Riuscirà a parlare con Davide (essendo il solo a vederlo ancora sotto forma di spirito) e cercherà insieme a lui a rinsaldare il rapporto tra tutti i Braccialetti, ormai allontanatisi. Dopo che il nonno è finalmente guarito, partirà con il gruppo dei Braccialetti per l'isola di San Nicola. Arrivato con gli altri, s’imbuca ad una festa sulla spiaggia dopo essere stato scambiato insieme agli altri per ospite dell'albergo nelle vicinanze e aver convinto gli altri a cantare una canzone. S’infatua di una ragazza di nome Mela (Manela Micoli), che è praticamente la sua versione al femminile, facendosi anche fare un succhiotto. Il giorno dopo, una volta sparse le ceneri del defunto Nicola in mare, verso sera, cercherà di convincere insieme agli altri Braccialetti Leo a non fuggire dalla sua lotta contro il cancro, spronandolo a combattere ancora. Nella terza stagione lavora ancora in ospedale, decide di voler diventare un infermiere e continua a parlare con Davide. Sarà lui a celebrare il matrimonio tra Cris e Leo. 

### Rocco Sabatini
Interpretato da Lorenzo Guidi (stagione 1-3), chiamato "l'Imprescindibile", ossia la persona più importante del gruppo, poiché senza di essa il gruppo cessa di esistere. È un ragazzino di 11 anni, entrato in coma dopo essersi tuffato dalla piattaforma più alta della piscina pubblica, su spinta di alcuni ragazzi più grandi che lo provocavano. I telespettatori possono ascoltare i suoi pensieri ed è il narratore della serie; gli altri ragazzi gli si rivolgono come fosse cosciente. Si risveglia dal coma durante l'ultima puntata della prima stagione. Nella seconda stagione vaga tra i reparti dell'ospedale e veglia su una ragazza in coma di nome Bea, raccontandole della sua esperienza e prendendosi cura di lei come i Braccialetti avevano fatto con lui. Sarà anche l'unico del gruppo a non partire per l'isola di San Nicola proprio per continuare a rimanere con lei, che dovrà subire un'operazione per la rimozione dell'ematoma che l'aveva portata al coma. Il giorno dopo la partenza dei suoi amici, i medici dopo avergli fatto diversi test, capiscono che Rocco può essere finalmente dimesso, per poi assistere al risveglio di Bea.

### Nina D'Alessandro
Interpretata da Denise Tantucci (stagioni 2-3), ricoverata per un presunto linfoma di Hodgkin, rivela poi di dover essere operata per un tumore al seno. Ha 19 anni. Diventerà da subito grande amica di Leo e i due insieme decideranno di radersi i capelli per non aspettare che cadano a seguito della chemio che li aspetta. in seguito, viene ammessa nel gruppo dei Braccialetti. L'operazione di rimozione del suo tumore riesce e, in seguito ad un fraintendimento, lei e Leo finiscono per baciarsi, ma poi chiariscono che è stato uno sbaglio e che non accadrà di nuovo, consapevoli che ciò che li lega è solo una profonda amicizia e niente di più. In seguito, informa Vale del piano di fuga di Leo e va ad assistere al concerto di Flam nella hall dell'ospedale. Nella terza stagione incita Vale a tornare sulla tavola da surf e anche lei come Cris si riavvicina ai genitori (Maurizio Donadoni e Lucia Mascino). Durante una breve vacanza con Vale e Cris, quest'ultima si sente male mentre fa il bagno in mare per via di alcune fitte alla pancia provocate dalla sua gravidanza e Nina, buttandosi per salvarla dall'annegamento, sbatte la testa e ha un'emorragia cerebrale, che la porta alla morte nella sesta puntata della stagione.

### Flaminia "Flam" Morris
Interpretata da Cloe Romagnoli (stagione 2-3), all'inizio della seconda stagione, ha sei anni ed è cieca dalla nascita, viene ricoverata per sottoporsi a un difficile intervento che le potrebbe donare la vista. Nonostante la giovane età e l'apparente condizioni di difficoltà in cui si trova, dà grandi lezioni di vita. Stringe fin da subito una grande amicizia con Chicco, il giovane filippino che, alla guida del suo motorino da ubriaco, ha investito Bea che si trova in coma. Flam cerca di convincerlo che la ragazza l’ha perdonato e, alla fine, con Rocco riuscirà a convincerlo a chiederle scusa. Chicco le fa sentire i colori: la porta nella cucina dell'ospedale e, servendosi della frutta e della verdura, grazie al tatto e all'olfatto, le racconta i diversi colori. Sostenuta dal padre e da Chicco, supera brillantemente e senza dolore l'operazione agli occhi. Tuttavia la stessa non dà i risultati sperati e la bambina decide di rinunciare ad altri operazioni sapendo che non riuscirà mai a vedere. Non piange davanti al padre, ma quando arriva Chicco scoppia a piangere e gli confida la sua delusione per l'esito dell'operazione. Il ragazzo, per consolarla, decide di portarla fuori dall'ospedale: in realtà Chicco vuole farle un regalo, affittare un pianoforte per farla esibire davanti a medici e pazienti, donandole un po' di serenità. Durante la passeggiata, è Flam a insegnare a Chicco come faccia a vedere: principalmente usando il cuore. Il concerto di Flam sta per iniziare, anche se non molti sono accorsi a sentirla ma, quando inizia a suonare, la dolcezza della melodia della bambina fa fermare l'ospedale: medici, infermieri e pazienti lasciano le loro attività per andar a sentirla. In questo momento Chicco si sente pronto a chiedere perdono a Bea: dopo le sue parole di scuse, la ragazza si sveglia. Quindi Flam e Rocco consegnano un braccialetto rosso a Chicco, al grido di Watanka. Flam ha un fratello minore, Paolo, da lei chiamato "Paolone", e scoprirà di avere anche una sorella: Margherita "Margi", nata dalla relazione precedente del padre con una donna di nome Francesca, migliore amica della mamma della stessa Flam. Grazie ad un trapianto di cellule staminali donate da Margi, Flam tornerà a vedere, e le due sorelle si prometteranno di incontrarsi ogni weekend.

### Magpantay "Chicco" Gaynilo Tanga
Interpretato da Daniel Lorenz Alviar Tenorio (stagione 2-3), ha 14 anni. Viene ricoverato per un incidente in motorino dopo aver bevuto troppo per una scommessa e cerca di rinsaldare il rapporto con Bea, finita in coma a causa sua, cosicché i genitori della ragazza non vogliono parlargli né vederlo. Viene messo temporaneamente in stanza con Leo. Stringe subito amicizia con la bambina cieca Flam e si diverte a fare scherzi ai dottori dell'ospedale. Viene scambiato sempre per un ragazzo di origine cinese, nonostante sia filippino, e parla con un fortissimo accento romanesco (anche se per fare dispetto, parla anche nella sua lingua d'origine quando è provocato). Inoltre si scopre che la donna vista in ospedale insieme ai genitori di Bea non è la sua vera madre, bensì sua zia, a cui è stato affidato poiché la madre vive a Roma e in passato aveva trovato un posto da badante proprio vicino all'ospedale, lasciando il figlio sempre da solo e lontano da brutte amicizie. Con l'aiuto di Flam e Rocco, riesce a entrare nella stanza di Bea ma non riesce a chiederle scusa, e fugge. Poco dopo la ragazza muove un dito, ma sarà costretta a subire un'operazione per la rimozione dell'ematoma avuto nell'incidente. Dopo l'operazione di Flam, non andata a buon fine, i due escono insieme per una passeggiata in cui lei gli insegna a "vedere" come vede lei, proprio come lui le aveva insegnato a distinguere i colori. Avendo anche saputo che è una brava pianista, affitta un pianoforte e organizza un mini-concerto per i pazienti dell'ospedale, dove Flam si esibisce. Approfittando della gente che assiste, corre nella stanza di Bea insieme a Rocco. La sua sincera richiesta di perdono viene accolta dai genitori di Bea. Fatto questo, Chicco chiede il perdono di Bea e questa prontamente si risveglia. Fuggito in lacrime, viene ammesso, come penultimo membro, nel gruppo dei Braccialetti. Uscito dall'ospedale, andrà a lavorare come gelataio vicino alla struttura, finendo per mangiare di nascosto proprio il gelato stesso. Andrà assieme agli altri Braccialetti all'isola di Nicola, dove Cris darà alla luce il suo bambino.

### Beatrice "Bea" Perugia
Interpretata da Angela Curri (stagione 2), viene ricoverata ed entra in coma a causa di un incidente in motorino causato da Chicco. Ha 15 anni. Finisce nel limbo della piscina, dove si trovava Rocco quando era a sua volta in coma. Proprio lui comincia a parlarle, nella speranza di farla svegliare. Le sue amiche, compagne di danza classica, vengono spesso a farle visita. Nel limbo, Bea balla attendendo il momento in cui si risveglierà. Incontra Nicola, che le racconta del profondo legame che lo lega a Leo, prima di risvegliarsi e dare un ultimo addio al suo grande amico. Successivamente incontra anche Cris e nonostante le due cerchino di capirsi a vicenda, lei non vuole più saperne niente di nessuno e decide di lasciarsi morire ma, poco dopo riesce a risvegliarsi e prima di andare, Bea le chiede di farla entrare nel gruppo dei Braccialetti. Durante il compleanno di Leo, Chicco, aiutato da Flam e Rocco, cerca di chiederle scusa, ma non ci riesce e scappa. Tuttavia, la ragazza percepisce il tentativo di perdono sincero di Chicco e muove un dito. Il coma però permane ed è costretta a subire un'operazione per rimuovere l'ematoma. Rocco continua a vegliare su di lei, rinunciando a un viaggio con il gruppo dei Braccialetti. Il ragazzo la incita a saltare dal trampolino e di non aver paura. La ragazza riesce a saltare, ma non a svegliarsi, perché si rende conto che manca un tassello al suo puzzle completo del risveglio, ovvero la richiesta di Chicco di essere perdonato. Approfittando di un mini-concerto al pianoforte di Flam, Chicco entra nella stanza di Bea, e viene perdonato sia dai genitori di Bea (Anna Ferzetti e Riccardo Lombardo) che da lei. Subito dopo si risveglia e vede Rocco per la prima volta.

### Roberto "Bobo" Repetto
Interpretato da Nicolò Bertonelli (stagione 3), è il figlio di Vanessa (Francesca Chillemi), molto appassionato di musica, letteratura russa e di computer. Viene ricoverato in ospedale per un trapianto al cuore, ma i medici trovano nel ragazzo altre complicazioni e lo fanno rimanere in ospedale più del dovuto perchè impossibilitato al trapianto per queste complicazioni. Di lui si occuperà in modo particolare il Dottor Baratti, con il quale avrà un rapporto dapprima conflittuale, per poi vederlo diventare quasi la figura paterna che non ha mai avuto. S’innamora a prima vista di Nina, e cercherà di baciarla, ma la ragazza, inizialmente, lo respingerà, non provando nulla per lui, ma i due comunque riusciranno a scambiarsi un passionale bacio. Diventerà geloso di Vale, perché vede lui e Nina molto complici, ma la ragazza gli dirà che il ragazzo per lei è come un fratello. Rimarrà, come tutti gli altri, totalmente scioccato dalla morte di quest'ultima dato che la ama e soffre molto per la morte della ragazza. 
Ma proprio grazie al cuore di Nina riceverà il trapianto tanto agognato, grazie ad un eccezionale e preciso intervento del Dottor Baratti. Assieme a Vale e al dottor Baratti, parteciperà alla Maratona sotto la promessa di Nina. Da quello che si può vedere nella terza stagione, tra il Dottor Baratti e sua madre Vanessa inizia una relazione, il che fa presupporre che sia effettivamente diventato una figura paterna per Bobo.

## I Medici

### Dott.ssa Maria Pia Lisandri
Interpretata da Carlotta Natoli (stagione 1-3), è una neurochirurga che, dopo un'operazione costata la vita a un bambino, svolge il ruolo di "manager" della struttura. Apparentemente fredda e severa, è in realtà legatissima ai ragazzi ai quali vuole molto bene, soprattutto a Leo e Rocco. Per quest'ultimo deciderà anche di rompere la promessa di non operare più, riuscendo a svegliarlo dal coma. Nella seconda stagione la vediamo molto cambiata: il suo carattere si è ammorbidito e si è trasformata in una seconda mamma per i pazienti ricoverati in ospedale. In particolar modo si preoccupa molto per Leo, colpito dall'ennesimo tumore. Nella terza puntata rivela a Nina di aver subito la sua stessa operazione per via di un cancro al seno. 
Nella terza stagione teme fortemente di perdere il "suo" Leo e sarà l'unica disposta a tentare di operarlo con pochissime possibilità. La sua estrema bravura (per la quale il dottor Alfredi la ammira fin dalla prima stagione) la porterà a uscire vincente dalla sala operatoria e viene presa in braccio dai ragazzi per festeggiare. Alla fine anche lei andrà sull'isola di San Nicola per la nascita del figlio di Leo e Cris.

### Dottor Andrea Alfredi
Interpretato da Andrea Tidona (stagione 1-3), è un medico dell'ospedale. È molto apprezzato dai pazienti per la sua bravura, la sua gentilezza e i suoi modi tranquilli. Nella struttura si vocifera che conosca le 7 regole per essere felici, che rivelerà a Davide prima della sua operazione, che purtroppo non andrà a buon fine. Nella seconda stagione si trova costretto a comunicare a Leo delle sue scarsissime probabilità di guarigione, pari solo all'8%. 

### Dottor Carlo
Interpretato da Niccolò Senni (stagione 1-3), nella prima stagione è un medico specializzando. È in assoluto il dottore più legato ai Braccialetti Rossi nonché la persona a cui si rivolgono di più per chiedere aiuto, consigli o semplicemente per parlare. È sempre pronto a difenderli e aiutarli.

### Dottor Pietro Baratti
Interpretato da Giorgio Marchesi (stagione 3), è un nuovo medico specializzato in cardiochirurgia che si occuperà dei Braccialetti in particolar modo di Bobo. Inizialmente, non va molto d'accordo con i vecchi medici tra i quali la Lisandri, a causa del suo essere molto presuntuoso. In realtà è semplicemente consapevole  di sé e delle sue capacità, al punto da gettarsi con sicurezza anche negli interventi più pericolosi. Sarà oggetto dell’attenzione di Nina che lo stuzzicherà riguardo al suo stile di vita apparentemente libertino e superficiale. In realtà nasconde un passato doloroso. Nonostante l’iniziale distanza, verrà molto colpito da Nina che considera molto speciale al punto da non ritenerla alla stregua di tutte le donne che frequenta, bensì, molto di più. Anche lui sarà molto addolorato dalla morte della ragazza.

## Altri personaggi

### Olga
Interpretata da Giulia Flauto (stagioni 1-3), è la compagna di stanza di Cris, ricoverata per binge. All'inizio, lei e Cris non vanno d'accordo, ma poi instaureranno una bellissima amicizia, tanto da essere felici nel rivedersi durante un ulteriore ricovero. Nella prima stagione si scopre essere innamorata di Vale, ma alla fine nella seconda stagione sceglie Ruggero. Olga è una ragazza molto buona, e ha il vizio di tenere sempre la musica a palla nella propria stanza.

### Ulisse
Interpretato da Raffaele Vannoli (stagione 1-3), è uno degli infermieri dell'ospedale in cui sono ricoverati i Braccialetti Rossi. Grande e grosso e dall'inconfondibile parlata romana, anche lui si affeziona moltissimo al gruppo di ragazzi. Nell'episodio sei della prima stagione scopriamo che ha ben sette figli.

### Ruggero
Interpretato da Moisé Curia (stagione 1-3), è il bullo dell'ospedale e che sembra non avere rispetto per nessuno. È un ragazzo molto intelligente, appassionato di musica (suona la chitarra) e del gioco del poker. Ruggero è condannato su una sedia a rotelle a causa della sclerosi multipla e usa un atteggiamento da duro per nascondere le proprie debolezze. Dopo molti scontri con i Braccialetti, diventerà loro amico, soprattutto con il leader Leo, con cui creerà un legame fraterno.

### Nicola
Interpretato da Giorgio Colangeli (stagioni 1-2), è un anziano paziente ricoverato nella casa di riposo dell'ospedale, molto legato a Leo, che considera come un figlio. È proprio lui che dà al futuro Leader l'idea che permetterà la formazione dei Braccialetti Rossi. Malato di Alzheimer e morirà nel corso della seconda stagione. Sul letto di morte, chiederà a Leo di raggiungere l'isola di San Nicola, dove si trova il suo grande amore, Bianca, per consegnarle una lettera. Gli lascerà anche il suo furgoncino e una canoa.

### Lilia Di Salvo
Interpretata da Laura Chiatti (stagioni 1-2), è la compagna del padre di Davide, che considera come un figlio e a cui vuole un bene incondizionato e che chiama "Funghetto". Distrutta dalla morte del ragazzino, alla fine della prima stagione si scoprirà incinta di una bambina, che, dopo varie vicissitudini e problemi, darà alla luce nella quarta puntata della seconda stagione. Durante il travaglio, Davide veglia costantemente su di lei. Il nome che darà alla bambina sarà Allegra.

### Ingegner Di Salvo, padre di Davide
Interpretato da Ignazio Oliva (stagioni 1-2), è il padre di Davide avuto dalla prima moglie (Marina Kazankova), a cui è legatissimo, anche se alcune volte, dall'esterno, questo non traspare. È un uomo dal carattere molto forte, che il figlio ha ereditato senza differenze. Visita il figlio in ospedale, parlandogli con molta durezza per problemi che sta avendo sul lavoro. Dopo la morte del figlio, che lo logora internamente, si renderà disponibile ai Braccialetti Rossi per qualsiasi aiuto; inoltre deciderà, pur senza volere che questo si sappia, di firmare per donare gli organi del figlio. Nella seconda stagione diventa il papà di Allegra, avuta con Lilia. Si accorgerà che la piccola ha gli stessi occhi del figlio.

### Asia Correani, sorella di Leo
Interpretata da Federica De Cola (stagioni 1-2), è la sorella maggiore di Leo, al quale è legatissima. Frequenta l'università e visita costantemente il fratello all'ospedale, è lei, infatti, che fa le veci del genitore per decidere delle sue cure fino al raggiungimento della maggiore età di Leo, poiché il padre, distrutto prima dalla morte della moglie e poi della malattia del figlio, non è molto presente nei suoi confronti se non alla fine della prima stagione.

### Nora, madre di Vale
Interpretata da Simonetta Solder (stagione 1-3), è la madre di Vale, separata dal marito (Giampaolo Morelli) al quale sta sempre accanto durante la malattia e per il quale ha sempre moltissima premura. Si separerà dal marito in seguito ai loro diverbi. Svolge la professione di avvocato.
Nella seconda stagione, dopo aver scoperto che Vale ha saltato le visite di controllo, lo riporta in ospedale per accertamenti sul suo stato di salute.

### Sig. Cerasi, nonno di Toni
Interpretato da Vittorio Viviani (stagione 1-3), è il nonno di Toni, di cui ricopre la piena custodia in seguito alla morte dei suoi genitori. È il proprietario di un'officina in cui Toni lavora clandestinamente. Rischierà di perdere l'affidamento del nipote, perché questo ha avuto un incidente in officina, dove si trovava anziché a scuola, ma verrà aiutato prima da Nora, la madre di Vale, e poi dalla dottoressa Lisandri, che permetterà a Toni di rimanere in ospedale quando egli viene ricoverato per calcoli renali.

### Carola Valli, sorella di Cris
Interpretata da Francesca Valtorta (stagione 1-3), è la sorella maggiore di Cris. È lei a occuparsi delle cure della ragazza, poiché i genitori non sono molto presenti per quanto riguarda la sua situazione, anche se anche tra loro due i rapporti sono tesi. Nella seconda stagione, in seguito alla crisi di rigetto di Cris, la riporterà subito all'ospedale. Il ritorno a casa di Cris porterà entrambe a confidarsi di più, l'una con l'altra, ma sarà sempre ostacolato dall'ingombrante presenza dei loro genitori. Solo quando Cris abbandonerà definitivamente la famiglia, facendosi ospitare da Vale, Carola si renderà conto che forse, Cris non è l'unica incompresa, in famiglia, e smetterà definitivamente di esserle ostile, recandosi in ospedale, per starle vicino. A differenza della sorella, è molto responsabile e assennata, ed è per questo che spesso entra in contrasto con Cris, pur volendole molto bene.

### Il signor Correani
Interpretato da Stefano Venturi (stagione 1-3), è il padre di Leo. Si è chiuso in se stesso in seguito alla morte della moglie, smettendo di frequentare l'ospedale e rifiutandosi anche di far visita a suo figlio. Nella prima stagione viene convinto da Cris a presentarsi al compleanno di Leo, e lo ritroviamo nella terza, quando Leo decide di far ritorno a casa. Sarà presente anche alla cerimonia di nozze di Leo, e all'operazione che il ragazzo sosterrà alla fine della terza stagione. 

### Piera Sabatini
Interpretata da Michela Cescon (stagione 1), è la madre di Rocco. Quando Rocco ebbe l'incidente in piscina provocato da un bullo (Michele Perniola) ed entra in coma, viene abbandonata dal marito e si occupa costantemente ed esclusivamente del figlio. Alla fine della prima stagione il piccolo Rocco si risveglia dal coma ma deve stare ancora in ospedale per le terapie.

### Bianca
Interpretata da Elisabetta Pozzi (stagione 2-3), è stata da sempre il grande amore perduto di Nicola. Leo fece una promessa a Nicola prima di morire che sarebbe partito sull'isola di San Nicola a consegnare una lettera a Bianca e sul finire della seconda stagione Leo parte insieme ad alcuni braccialetti a trovare Bianca e da quel momento in poi Bianca si prende cura di Leo durante la permanenza sull'isola.

### Stefano Morris
Interpretato da Giulio Cristini (stagione 2-3), è il padre di Margi e Flam, una bambina cieca dalla nascita e nuovo membro dei braccialetti rossi. Nella terza stagione dopo l'operazione non riuscita a Flam, Stefano rintraccia la sua ex moglie Francesca per chiedere se la figlia maggiore Margi possa donare delle cellule staminali alla sorella più piccola ma Francesca non essendo sua madre non approva questa cosa. Alla fine però viene convinta da Margi.

### Mela
Interpretata da Manela Micoli (stagione 2-3), durante la permanenza sull'isola di San Nicola e durante una festa, incontra Toni e tra i due nasce una grande sintonia, tant'è che Toni riceve un succhiotto da parte sua. Nella terza stagione invece per un'operazione di appendicite finisce in ospedale, dove incontra Toni sotto forma di angelo. Si scopre che è la nipote di Bianca e nell'ultima puntata si baciano. 

### Irene Campo
Interpretata da Cecilia Dazzi (stagione 3), appare nei vari flashback di Leo ed è sua madre morta anni fa quando Leo era ancora piccolo per via di una malattia. Quando Leo va a trovare la madre per la prima volta al cimitero nota un signore, un generale dell'aviazione (Luca Ward) vicino alla tomba della madre. Si scoprirà che quell'uomo è Leone, suo nonno e padre di sua madre.

### Francesca
Interpretata da Antonietta Bello (stagione 3), è l'ex moglie di Stefano Morris, tradita dal marito per la sua migliore amica (Sara Lazzaro). Viene rintracciata dall'ex marito perché la figlia maggiore Margi potrebbe aiutare la sorella minore riguardo alla cecità di quest'ultima. Siccome Francesca non è la madre di Flam, caccia l'ex marito, tuttavia Margi riesce a farle capire che Flam non si merita di pagare le conseguenze dell'accaduto e accetta di aiutarla, ed è proprio grazie a Flam che alla fine farà pace con Stefano e Lucia (la sua migliore amica e madre di Flam).

### Margherita "Margi" Morris
Interpretata da Maria Melandri (stagione 3), è la figlia di Francesca e Stefano. Scopre di avere una sorella più piccola (Flam) durante un litigio dei genitori ormai separati così decide di andare di nascosto in ospedale per conoscere la sorellina cieca. È una grande appassionata di fotografia e si innamora (non ricambiata all'inizio) di Bobo.

### Bella
Interpretata da Silvia Mazzieri (stagione 2-3), è una ragazza della scuola di Vale, i due s’incontrano a una festa e si fidanzano nella terza stagione. Bella sembra essere abbastanza gelosa di Nina e invidiosa dell'amicizia di Vale verso i Braccialetti, la quale però riesce ad accettare. 

### Vanessa
Interpretata da Francesca Chillemi (stagione 3), è la mamma di Bobo. 

### Generale Leone Campo
Interpretato da Luca Ward (stagione 3), è un generale misterioso che Leo incrocia sulla tomba della madre. Scoprirà che si tratta di suo nonno, che aveva interrotto completamente i contatti con sua figlia Irene, in seguito al matrimonio di quest'ultima con il signor Correani. 